# Dasyhelea malleolus
Dasyhelea malleolus är en tvåvingeart som beskrevs av Remm 1962. Dasyhelea malleolus ingår i släktet Dasyhelea och familjen svidknott. Inga underarter finns listade i Catalogue of Life.